# Villa Moneta
Villa Moneta, nota anche come Palazzo Moneta, è una villa veneta situata nel comune di Belfiore, in provincia di Verona.

## Storia
Il complesso sorge isolato su quella che originariamente doveva essere una proprietà della famiglia Verità, successivamente passata alla famiglia Moneta. Nel 1557 il banchiere Cosimo Moneta, entrato in possesso della proprietà per via ereditaria, diede avvio ai lavori di costruzione della villa, che si conclusero nel 1563, data incisa sulla meridiana posta sul lato sud dell'edificio. A questa data si fa coincidere anche il termine dei lavori di decorazione interna della villa, visto che proprio in quell'anno Bartolomeo Ridolfi, autore degli stucchi, partì per la Polonia. Durante il periodo in cui fu proprietà di Cosimo Moneta (morto nel 1566), la villa fu teatro di feste e divertimenti e la sua fama giunse fino a Giorgio Vasari, che nelle Vite, parlando dello scultore Bartolomeo Ridolfi e dei suoi lavori, cita la dimora di Cosimo, definendola "bellissima villa".
Già nel 1577 però, la villa entra a far parte dei possedimenti di Federico e Antonio Maria Serego, vendutagli dai figli di Cosimo Moneta, gravati dai debiti insoluti del padre. Infatti una causa intentata dal comune di Verona e, probabilmente, gli alti costi sostenuti nella costruzione della villa e della sua decorazione, avevano costretto i giovani fratelli Moneta a vendere l'intero complesso. Questo passaggio di proprietà fu però causa di uno scontro interno alla famiglia Serego, in quanto il cugino di Federico e Antonio Maria, Marcantonio, era entrato già da vari anni in trattativa con i fratelli Moneta per l'acquisto della villa di Belfiore, nei cui pressi egli aveva già iniziato ad acquistare terreni, intendendo fare della villa il centro delle sue proprietà agricole in zona. I fratelli Serego erano riusciti a ottenere la proprietà del complesso grazie a sotterfugi e astuzie, spingendo il cugino a chiedere loro un indennizzo per compensarlo del mancato acquisto della tenuta. La questione si risolse solo nel 1579 quando Federico e Antonio Maria si impegnarono a versare la cifra di 2750 ducati quali indennizzo al cugino Marcantonio. A causa quindi del lungo contenzioso famigliare, la prima testimonianza della presenza dei Serego nella villa di Belfiore è una lettera datata 1587, in cui risulta che la villa era abitata da Alberto Serego, figlio di Federico. Nonostante ciò, il possesso di villa Moneta doveva costituire già da prima un vanto per la famiglia Serego, se negli affreschi rinvenuti nel 1968 a Corte Ricca di Beccacivetta ad Albaredo d'Adige, antico possedimento dei Serego, è raffigurato un edificio con serliana che assomiglia molto al palazzo di Belfiore.
I Serego resero la villa il centro di un'importante azienda agricola, e a loro probabilmente si deve la costruzione delle due enormi barchesse, opera del XVII secolo.
Nel 1966 gli affreschi furono restaurati dalla Soprintendenza ai Beni Ambientali e Architettonici di Verona. Nel 1966-67 dalle stanze al piano terra furono strappati 22 affreschi, che nel 1982 furono sequestrati. Nel 1991 il Gip ordinò il dissequestro con l'obbligo di ricollocazione a villa Moneta, in seguito mai avvenuta.
Oggi la villa, dopo un tentativo di restauro intrapreso nei primi anni 2000, giace in uno stato di grave abbandono: gli infissi sono stati rimossi e le decorazioni a stucco e ad affresco soffrono gravi problemi di conservazione. Una delle due barchesse è stata invece recuperata e suddivisa in abitazioni.

## Descrizione
Il complesso, immerso nella campagna di Belfiore, è costituito dall'imponente e austero palazzo padronale e dalle barchesse, collocate ai lati e staccate da esso. La villa si struttura come un possente parallelepipedo con le facciate a nord e a sud uguali. Al piano terra, i prospetti principale sono caratterizzati da un portale centinato "a serliana" decorato a bugnato con un mascherone sulla chiave di volta, che introduce in un vestibolo. Evidente qui è la somiglianza con la loggia di villa Marogna a Nogara, anche se non è chiaro se a villa Moneta tali vestiboli costituissero delle logge aperte oppure delle vere e proprie stanze separate dall'esterno, che introducevano al grande salone passante.Le finestre al piano terra presentano anche esse una decorazione a bugnato con un davanzale sorretto da mensole, invece le finestre del primo piano e del sottotetto presentano una semplice cornice liscia. Delle fasce marcapiano a livello dei solai del primo piano e del sottotetto suddividono la facciata in tre parti. A sud una meridiana reca incisa la data 1563, probabile data di completamento dell'edificio.
Le decorazioni interne furono completate probabilmente entro il 1563, e i suoi autori furono Bartolomeo Ridolfi, per le decorazioni a stucco, e Angelo Falconetto, per gli affreschi. I due vestiboli al piano terra in corrispondenza delle facciate nord e sud presentano una volta a vela con al centro un clipeo affrescato, uno dei quali rappresentava il Ratto di Europa, mentre l'altro, ancora esistente, raffigura Venere, Amore e un satiro.
Il grande salone rettangolare compreso tra i due vestiboli presenta una volta a botte con grandi vele sui lati, impreziosite da tralci; al centro è presente un grande ovale contornato da una ghirlanda di fiori e frutta, al cui interno è raffigurata Giunone o Io. Attorno troviamo un nastro che regge dei cammei raffiguranti divinità olimpiche. Nelle lunette sotto le vele sono affrescati dei putti seduti su una balaustra intenti a suonare strumenti musicali. Al di sotto corre un fregio monocromo raffigurante animali marini e conchiglie. Sulle pareti lunghe del salone sono raffigurate una Scena di battaglia e una Scena di trionfo. Un tempo queste scene erano attribuite a Paolo Farinati, per la scoperta di una P, una F e una P e due chiocciole durante un restauro, e interpretate come sue firme. Oggi però, nonostante il pessimo stato di conservazione non permetta un'adeguata analisi, vengono attribuite ad Angelo Falconetto, che collaborò con Bartolomeo Ridolfi nella decorazione della villa.
Altro ambiente degno di nota del piano terra è la "Sala delle Quattro Stagioni". Essa presenta una volta caratterizzata da un'elaborata e raffinata partitura in stucco, che divide la superficie in vari settori entro i quali sono raffigurati grottesche e divinità pagane: al centro, entro un ovale, è raffigurato ad affresco il Parnaso con Apollo circondato dalle Muse, attorno quattro clipei con rappresentazioni in stucco delle allegorie delle Stagioni, invece nelle partiture triangolari tra le vele abbiamo stucchi raffiguranti varie divinità olimpiche. Nelle lunette sulle pareti sono presenti decorazioni ad affresco di putti che suonano strumenti musicali.
Salendo al primo piano si incontra la stanza detta "degli Illeciti Amori" con camino, soffitto a cassettoni e alle pareti affreschi rappresentanti gli amori degli dei. Sono raffigurate tre scene tratte dalle Metamorfosi di Ovidio, intervallate da finti marmi e da una raffigurazione a monocromo di un guerriero, forse Marte. Anche qui, come in tutta la villa, la paternità degli affreschi spetta ad Angelo Falconetto.
Caratteristica dell'edificio padronale è la cosiddetta "scala dei mussi", che veniva usata per trasportare le granaglie nel sottotetto per mezzo di muli. Nel sottotetto è presente l'effige in gesso di uno dei proprietari della villa, l'avvocato G.B. Cressotti, morto nel 1853. L'originale marmoreo è l'elemento principale del suo monumento funebre al Cimitero Monumentale di Verona.
Villa Moneta è "una delle ville del veronese più permeata di cultura classica", sappiamo infatti che Bartolomeo Ridolfi era uno dei principali collaboratori di Palladio: Ridolfi è coinvolto per esempio nella decorazione di villa Pojana a Pojana Maggiore. La decorazione di alcune sale di palazzo Canossa e palazzo Bocca-Trezza a Verona, anch'essa opera di Ridolfi, costituiscono un precedente che verrà poi replicato alla decorazione di villa Moneta. La ricchezza delle sue decorazioni, in particolare l'uso della decorazione a stucco, e l'isolamento del corpo padronale rispetto agli edifici rustici, la fanno assomigliare più a un palazzo di città che a una villa di campagna, ne è sintomo il fatto che la villa venga comunemente definita palazzo Moneta. Queste caratteristiche ritornano anche in altre ville veronesei, come villa Marogna a Nogara, villa Serego-Malipiero a Rivalta di Albaredo d'Adige e la Fittanza a Marega di Bevilacqua. Tutti questi edifici sono caratterizzati da un aspetto esteriore semplice e severo, a cui si contrappone una decorazione interna ricca e fastosa.
Fastosa doveva essere pure la vita che nella villa si conduceva, come suggeriscono il grande salone affrescato e i numerosi camini di mirabile fattura. Una villa intesa quindi più come luogo di delizie e di svago, che come centro agricolo e luogo in cui il padrone possa riposarsi dai negotia cittadini. Questo modo di interpretatare la vita in villa in parte si discosta da quello teorizzato da Alvise Cornaro, e messo poi in pratica da Andrea Palladio, in cui la villa è il luogo in cui il padrone, mentre sovrintende ai lavori agricoli, riacquista le energie fisiche e si dedica all'otium. Ciò si riflette inoltre nella decorazione interna, in cui mancano riferimenti alla vita agreste e alla celebrazione dell'agricoltura, ma è un continuo richiamo ai piaceri della vita: lo testimonia la "stanza degli amori illeciti" e le rappresentazioni degli amori degli dei sparse nelle sale della villa. Nonostante ciò, è comunque evidente la raffinatezza dell'apparato decorativo, a suggellare il fatto che il committente Cosimo Moneta era un uomo sensibile al fascino della cultura.